# Euproctis hypopyra
Euproctis hypopyra är en fjärilsart som beskrevs av Collenette 1947. Euproctis hypopyra ingår i släktet Euproctis och familjen tofsspinnare. Inga underarter finns listade i Catalogue of Life.